# سانتیبانیس د بالکربا
سانتیبانیس د بالکربا (به اسپانیایی: Santibáñez de Valcorba) یک شهرستان در اسپانیا است که در استان وایادولید واقع شده‌است.